# Носков Ілля Анатолійович
Ілля́ Анато́лійович Носко́в (нар. 21 липня 1977) — російський актор театру і кіно.

## Життєпис
Народився 21 липня 1977 в місті Нова Каховка Херсонської області. Молодший брат актора і режисера Андрія Носкова.
У 1997 році закінчив Академію театрального мистецтва (Санкт-Петербург).
Протягом 1997—2007 років працював в Академічному театрі драми ім. О. С. Пушкіна (Олександринський театр). З 2004 року — актор Театрального товариства «Носкови і Компанія». З 2011 року — актор Санкт-Петербурзького Театру на Василівському. З травня 2018 року — запрошений актор Санкт-Петербурзького Театру комедії ім. М. П. Акімова, зайнятий у спектаклі Павла Сафонова «Ідеальний чоловік» за однойменною комедією Оскара Уайльда.

## Фільмографія
- 2002 — Азазель — Ераст Петрович Фандорін. Головна роль.
- 2004 — Жінки у грі без правил (Білорусь, Росія) — Георгій.
- 2004 — Московська сага — Борис Градов IV, син Микити і Вероніки. Головна роль.
- 2005 — Щасливий — Артем Ковальов, молодий полярник. Головна роль.
- 2005 — Точка — Вадик.
- 2005 — Цілують завжди не тих (Україна) — Андрій. Головна роль.
- 2006 — Повернути Віру (Україна) — Руслан, лікар-реабілітолог. Головна роль.
- 2006 — Коротке дихання — Олександр Зотов. Головна роль.
- 2006 — Хто в домі господар? — Михайло, залицяльник Даші.
- 2006 — Травесті — Сергій Маланько, випускник театральної академії. Головна роль.
- 2007 — Закон мишоловки — Сергій. Слідчий.
- 2007 — Шляховики — Валентин.
- 2008 — Азіат — Іван Малишев. Головна роль.
- 2008 — Каменська-5 — Віталій Горобецький.
- 2008 — Одна ніч кохання — цесаревич Олександр. Головна роль.
- 2009 — Будинок на Озерній — Дмитро Сєдов.
- 2010 — Жіночі мрії про далекі країни — Вадим Миколайович Чебаков (Василь Сергійович Гаврилов). Головна роль.
- 2010 — Столиця гріха — Федір, архітектор, бізнесмен. Головна роль (озвучування — Максим Матвєєв).
- 2010 — Шахта — Олексій Журавльов. Головна роль .
- 2011 — На край світу — Олексій Ладигін. Головна роль.
- 2011 — Зброя — Роман.
- 2012 — Жіночий лікар (Україна) — Роман Широков. Головна роль.
- 2012 — Красуня — Кирило Демішев. Головна роль.
- 2012 — Справжнє кохання — Андрій Лабутін, адвокат. Головна роль.
- 2012 — Роза прощальних вітрів — Костянтин Неволін. Головна роль.
- 2013 — Анютине щастя — Андрій Віталійович. Головна роль.
- 2013 — Василиса — відлюдник.
- 2013 — Зустріч з Гамлетом (короткометражний).
- 2013 — Гість — Сергій Громов, бізнесмен. Головна роль.
- 2013 — Дві миті кохання — Сергій Єгоров. Головна роль.
- 2013 — Криве дзеркало душі (Україна) — Вадим Литвинов, господар автосалону. Головна роль.
- 2015 — Велика — Сергій Васильович Салтиков.
- 2015 — Контрибуція — Андрій Мурзін, слідчий. Головна роль (озвучив Олексій Барабаш).
- 2015 — Модель щасливого життя — Ігор Муравйов. Головна роль.
- 2015 — Не пара — Артем.
- 2016 — Забудь мене, мамо! (Росія, Україна) — Андрій, директор дитбудинку. Головна роль.
- 2016 — Наше щасливе завтра — Петро Луговий. Головна роль.
- 2016 — Про що мовчать французи] —.Агент спецслужб.
- 2016 — Привид повітового театру — Максим Вікторович Озеров, режисер. Головна роль.
- 2016 — Зведені сестри — Володимир. Головна роль.
- 2016 — Слідчий Тихонов — Гнат Петрович Купріянов, директор Будинку моди.
- 2017 — Жіночий лікар-3 (Україна) — Роман Широков. Головна роль.
- 2017 — Свідоцтво про народження — Вадим. Головна роль.
- 2018 — Потрібен чоловік — Микита Сабельніков. Головна роль.
- 2018 — Не у формі (короткометражний) — лікар-травматолог.
- 2018 — Сьомий гість — Ігор Смирнов (приватний детектив).
- 2018 — Кримінальний журналіст (серіал) — Захаров, слідчий. Головна роль.
- 2018 — Ластівка (серіал) — Павло Самохін, журналіст.
- 2018 — Купель диявола — Кирил Марич, капітан поліції. Головна роль.
- 2018 — A man never (Франція, короткометражний — Міша, фотограф, хлопець Віки. Головна роль.
- 2018 — Підкидиш (серіал), 1 серія — Один із братів Смирнових, торговців сейфами.
- 2018 — Неопалимий Фенікс — Михайло Молчанов, майор, слідчий. Головна роль.
- 2019 — Серце не обдурить, серце не зрадить — Олексій Кісанов, приватний детектив, колишній слідчий. Головна роль.
- 2020 — Спалюючи за собою мости — Дмитро Дмитрович, адвокат Орлових, коханець вдови.
- 2020 — Запасний гравець — Батько Сашка, хлопчика-хокеїста. Головна роль.
- 2020 — Спаська (серіал) — Андрій Ільїн, оперуповноважений. Головна роль..
- 2021 — Три бажання — Юрій Гагарін, власник фірми розваг.
- 2021 — Незломлена — Григорій Шаров, ресторатор. Головна роль.
- 2021 — Паром для двох — Федір Шульгін. Головна роль.